# Brunstock
Brunstock – osada w Anglii, w Kumbrii. Leży 4 km na północny wschód od miasta Carlisle i 422 km na północny zachód od Londynu. W 1870-72 osada liczyła 84 mieszkańców.